# Mansourieh - Ain el Marej
Mansourieh - Ain el Marej è un comune (municipalité) del Libano situato nel distretto di Aley, governatorato del Monte Libano.